# Magne Haga
Pour les articles homonymes, voir Haga.
Magne Haga, né le 14 septembre 1994 à Nannestad, est un fondeur norvégien.

## Biographie
Il est le frère de Ragnhild Haga, également fondeuse de haut niveau et a pour oncle Anders Bakken.
Licencié au Åsen IL, il commence sa carrière dans des courses nationales junior en 2011, et gagne sa première course officielle en 2013. Chez les juniors, il est actif dans un autre sport : la course d'orientation.
Lors des Championnats du monde junior 2013, il est médaillé d'argent avec le relais et est 6e du skiathlon et 8e du cinq kilomètres libre. Il est ensuite champion de Norvège junior du vingt kilomètres.
En fin d'année 2014, Magne Haga court sa première manche dans la Coupe de Scandinavie, où il remporte un succès initial en février 2015 à Madona, puis une deuxième manche en 2018 à Trondheim.
Aux Championnats du monde des moins de 23 ans 2015, à Almaty, il gagne le titre sur le skiathlon.
Il fait ses débuts en Coupe du monde en mars 2015 au cinquante kilomètres libre d'Holmenkollen où il se classe douzième, marquant ses premiers points.
En décembre 2018, il est auteur de son premier top dix en Coupe du monde avec une neuvième place au trente kilomètres de Beitostølen, où il est troisième du relais le lendemain, montant sur son premier podium. Il dispute une autre manche de Coupe du monde cet hiver à Davos et prend la onzième place du quinze kilomètres.

## Palmarès

### Coupe du monde
- Meilleur classement général : 73e en 2019.
- Meilleur résultat individuel : 9e.
- 1 podium en relais : 1 troisième place.

#### Classements détaillés
| Saison / Épreuve | Saison / Épreuve | Général | Général | Distance | Distance | Sprint | Sprint | Tour de ski depuis 2007 | Finales depuis 2008              | Nordic Opening depuis 2011 |
| ---------------- | ---------------- | ------- | ------- | -------- | -------- | ------ | ------ | ----------------------- | -------------------------------- | -------------------------- |
| Saison / Épreuve | Saison / Épreuve | Class.  | Points  | Class.   | Points   | Class. | Points | Tour de ski depuis 2007 | Finales depuis 2008              | Nordic Opening depuis 2011 |
| 2015             | 2015             | 103e    | 32      | 61e      | 32       |        |        |                         | Épreuve inexistante à cette date |                            |
| 2016             | 2016             | 122e    | 11      | 74e      | 11       |        |        |                         |                                  |                            |
| 2019             | 2019             | 73e     | 53      | 48e      | 53       |        |        |                         |                                  |                            |

### Championnats du monde junior
- Liberec 2013 : 
  -  Médaille d'argent au relais.
- Almaty 2015 (moins de 23 ans) : 
  -  Médaille d'or au skiathlon.

### Coupe de Scandinavie
- 4 podiums, dont 3 victoires.